# Луисвил (Минесота)
Луисвил (енгл. Lewisville) град је у америчкој савезној држави Минесота.

## Демографија
По попису из 2010. године број становника је 250, што је 24 (-8,8%) становника мање него 2000. године.
| Група             | 2000.       | 2010.       |
| Белци             | 241 (88,0%) | 205 (82,0%) |
| Афроамериканци    | 0 (0,0%)    | 4 (1,6%)    |
| Азијати           | 0 (0,0%)    | 3 (1,2%)    |
| Хиспаноамериканци | 29 (10,6%)  | 33 (13,2%)  |
| Укупно            | 274         | 250         |